# Sépulture mégalithique de Menguen-Lanvaux
La sépulture mégalithique de Menguen-Lanvaux est un tombe préhistorique située à Plaudren dans le département français du Morbihan.

## Description
La sépulture a été aménagée sous un rocher dans un chaos naturel. La cavité naturelle ouvrant au sud a été fermée par six dalles de taille variable vraisemblablement complétées à l'origine par des murets en pierre sèche. La chambre ainsi délimitée mesure 5 m de long sur 2 m de large avec une hauteur moyenne de 1,50 m. L'accès à la chambre se fait par l'est.
F. de Cussé a fouillé la tombe en 1885. Le sol était dallé sur toute la surface de la tombe. Cussé y découvrit de nombreux fragments de poterie avec des ornements en relief, des silex (éclats et petit couteau) et une pendeloque triangulaire en quartz rouge..